# Elecciones provinciales de Argentina de 2025
Las elecciones provinciales de Argentina de 2025 se realizaran en 13 de los 24 distritos del país. Los comicios tendrán como objetivo renovar la mitad de las legislaturas provinciales y elegir gobernador en Corrientes y Santiago del Estero.
La cantidad de cargos a renovar varía por provincia. Algunas cuentan con legislativos bicamerales, por lo que se deberá elegir diputados y senadores provinciales, y otros con legislaturas unicamerales. Chubut, Córdoba, Entre Ríos, La Pampa, Neuquén, Río Negro, San Juan, Santa Cruz, Santa Fe, Tierra del Fuego y Tucumán no renovarán ninguna institución provincial.

## Cronograma
| Distrito                             | Fecha                   | Gobernador  | Partido     | Partido     | Alianza nacional | Alianza nacional | Diputados | Senadores | Convencionales | Consulta Popular |
| ------------------------------------ | ----------------------- | ----------- | ----------- | ----------- | ---------------- | ---------------- | --------- | --------- | -------------- | ---------------- |
| Buenos Aires (Ver detalle)           | 7 de septiembre de 2025 | No elige    | 46          | 23          | No elige         | No elige         |           |           |                |                  |
| Ciudad de Buenos Aires (Ver detalle) | 18 de mayo de 2025      | No elige    | 30          | No elige    | No elige         | No elige         |           |           |                |                  |
| Catamarca                            | 26 de octubre de 2025   | No elige    | 21          | 8           | No elige         | No elige         |           |           |                |                  |
| Chaco (Ver detalle)                  | 11 de mayo de 2025      | No elige    | 16          | No elige    | No elige         | No elige         |           |           |                |                  |
| Chubut                               | 26 de octubre de 2025   | No elige    | No elige    | No elige    | No elige         | Sí               |           |           |                |                  |
| Corrientes (Ver detalle)             | 31 de agosto de 2025    | A confirmar | A confirmar | A confirmar | A confirmar      | A confirmar      | 15        | 5         | No elige       | No elige         |
| Formosa                              | 29 de junio de 2025     | No elige    | 15          | No elige    | 30               | No elige         |           |           |                |                  |
| Jujuy                                | 11 de mayo de 2025      | No elige    | 24          | No elige    | No elige         | No elige         |           |           |                |                  |
| La Rioja                             | 26 de octubre de 2025   | No elige    | 18          | No elige    | No elige         | No elige         |           |           |                |                  |
| Mendoza                              | 26 de octubre de 2025   | No elige    | 24          | 19          | No elige         | No elige         |           |           |                |                  |
| Misiones                             | 8 de junio de 2025      | No elige    | 20          | No elige    | No elige         | No elige         |           |           |                |                  |
| Salta                                | 11 de mayo de 2025      | No elige    | 30          | 12          | No elige         | No elige         |           |           |                |                  |
| San Luis                             | 11 de mayo de 2025      | No elige    | 23          | 4           | No elige         | No elige         |           |           |                |                  |
| Santa Fe (Ver detalle)               | 13 de abril de 2025     | No elige    | No elige    | No elige    | 69               | No elige         |           |           |                |                  |
| Santiago del Estero (Ver detalle)    | 26 de octubre de 2025   | A confirmar | A confirmar | A confirmar | A confirmar      | A confirmar      | 40        | No elige  | No elige       | No elige         |

## Buenos Aires

Secciones electorales de Buenos Aires:
1º Sección
2º Sección
3º Sección
4º Sección
5º Sección
6º Sección
7º Sección
8º Sección/Capital

| Sección Electoral | Cámara de Diputados | Cámara de Diputados | Senado    | Senado    |
| Sección Electoral | Diputados           | A renovar           | Senadores | A renovar |
| ----------------- | ------------------- | ------------------- | --------- | --------- |
| 1                 | 15                  | —                   | 8         | 8         |
| 2                 | 11                  | 11                  | 5         | —         |
| 3                 | 18                  | 18                  | 9         | —         |
| 4                 | 14                  | —                   | 7         | 7         |
| 5                 | 11                  | —                   | 5         | 5         |
| 6                 | 11                  | 11                  | 6         | —         |
| 7                 | 6                   | —                   | 3         | 3         |
| 8 - Capital       | 6                   | 6                   | 3         | —         |
| Total             | 92                  | 46                  | 46        | 23        |

### Cámara de Diputados
|                                                                                              | Fuerza Patria Ver partidos de la alianza: - Partido Justicialista - Movimiento Libres del Sur - Frente Grande - Partido de la Victoria - Partido Solidario - Kolina - Instrumento Electoral por la Unidad Popular - Nuevo Encuentro por la Democracia y la Equidad - Partido del Trabajo y del Pueblo - Frente Renovador - Frente Patria Grande - Partido Nuevo Buenos Aires - La Patria de lxs Comunes - Principios y Valores Partidos municipales: - Agrupación Municipal Ituzaingó Positivo (Ituzaingó) - Concertación (Marcos Paz) - Vecinalismo San Fernando (San Fernando) - Acción para Crecer (Tigre) - Defensa Comunal (Exaltación de La Cruz) - Innovar Bragado (Bragado) - Nueva Dirigencia (Chacabuco) - Somos Rivadavia (Rivadavia) - Unidad por Chascomús (Chascomús) - Acción Marplatense (General Pueyrredón) - Todos por Las Flores (Las Flores) - Somos Tres Arroyos (Tres Arroyos) |  |  | 0/46 |
|                                                                                              | La Libertad Avanza Ver partidos de la alianza: - La Libertad Avanza - Propuesta Republicana Partidos municipales: - Agrupación Vecinal Campana Federal (Campana) - Acción Vecinal Escobar es Posible (Escobar) - Compromiso por General Rodríguez (General Rodríguez) - Unión Vecinal (Luján) - Ahora Pilar (Pilar) - Agrupación Vecinal Repensando San Isidro (San Isidro) - ConVocación por San Isidro (San Isidro) - Primero San Isidro (San Isidro) - Viva Areco (San Antonio de Areco) - Sociedad Activa (Colón) - Vecinos Unidos (Exaltación de La Cruz) - San Pedro Puede (San Pedro) - Primero Zárate (Zárate) - Unión Vecinal Conservadora de Lobos (Lobos) - Valores para mi País Necochea (Necochea) - Crear Mar del Plata (General Pueyrredón) - Unidos por la Costa (La Costa) - Acción Tandilense (Tandil) - Compromiso Pringles (Coronel Pringles) - Entre Todos (Coronel Pringles) - Integración Vecinalista de Villarino (Villarino) - Nuevo Azul (Azul) - Juntos por Olavarría (Olavarría) |  |  | 0/46 |
|                                                                                              | Somos Buenos Aires Ver partidos de la alianza: - Unión Cívica Radical - Coalición Cívica ARI - Partido Socialista - Política Abierta para la Integridad Social - Movimiento de Integración Federal - Nuevo País - Hacemos - Partido del Diálogo - Partido Liber.Ar Partidos municipales: - Agrupación Vecinal Proyecto Brown (Almirante Brown) - Acción para el Desarrollo (Bragado) - Acción por Lincoln (Lincoln) - Podemos Azul (Azul) |  |  | 0/46 |
|                                                                                              | Frente de Izquierda y de Trabajadores - Unidad Ver partidos de la alianza: - Movimiento Socialista de los Trabajadores - Izquierda por una Opción Socialista - Nueva Izquierda - Partido de Trabajadores por el Socialismo - Partido del Obrero |  |  | 0/46 |
|                                                                                              | Unión Liberal Ver partidos de la alianza: - Unión Liberal - Frente Federal de Acción Solidaria de la Provincia de Buenos Aires |  |  | 0/46 |
|                                                                                              | Es Con Vos, Es Con Nosotros Ver partidos de la alianza: - Unión Popular Federal - Partido Republicano Federal |  |  | 0/46 |
|                                                                                              | Nuevos Aires Ver partidos de la alianza: - Unión Celeste y Blanco - Partido Renovador Federal - Confianza Pública |  |  | 0/46 |
|                                                                                              | Potencia Ver partidos de la alianza: - Movimiento de Integración y Desarrollo - Partido Nacionalista Constitucional - UNIR - Partido Demócrata Partidos municipales: - Proyecto Escobar (Escobar) |  |  | 0/46 |
|                                                                                              | Espacio Abierto para el Desarrollo y la Integración Social Ver partidos de la alianza: - Espacio Abierto para el Desarrollo y la Integración Social Partidos municipales: - Acción Vecinal por un San Martín Distinto (San Martín) - Acción Vecinal San Isidro es Distinto (San Isidro) |  |  | 0/46 |
|                                                                                              | Unión y Libertad Ver partidos de la alianza: - Partido Federal - Unión por Todos |  |  | 0/46 |
|                                                                                              | Movimiento Avanzada Socialista |  |  | 0/46 |
|                                                                                              | Política Obrera |  |  | 0/46 |
|                                                                                              | Construyendo Porvenir |  |  | 0/46 |
|                                                                                              | Frente Patriota Federal |  |  | 0/46 |
|                                                                                              | Partido Libertario |  |  | 0/46 |
|                                                                                              | Tiempo de Todos |  |  | 0/46 |
|                                                                                              | Partido Valores Republicanos |  |  | 0/46 |
| Votos positivos                                                                              | |  |  |      |
| Votos en blanco                                                                              | |  |  |      |
| Votos nulos                                                                                  | |  |  |      |
| Participación                                                                                | |  |  |      |
| Electores registrados                                                                        | |  |  |      |
| Fuentes: Junta Electoral de la Provincia de Buenos Aires – Alianzas transitorias presentadas | |  |  |      |

#### Resultados por secciones electorales
| 2ª Sección Electoral 11 Diputados        | 2ª Sección Electoral 11 Diputados                          | 2ª Sección Electoral 11 Diputados | 2ª Sección Electoral 11 Diputados | 2ª Sección Electoral 11 Diputados | 2ª Sección Electoral 11 Diputados |
| Partido/Alianza                          | Partido/Alianza                                            | Votos                             | %                                 | Bancas                            | Candidatos |
| ---------------------------------------- | ---------------------------------------------------------- | --------------------------------- | --------------------------------- | --------------------------------- | --- |
|                                          | Fuerza Patria                                              |                                   |                                   | 0/11                              | Ver candidatos: 1. Diego Eduardo Nanni (PJ-MDF) 2. Evelyn Marlén Flores Yanz (PJ-LC) 3. Carlos Javier Puglelli (FR) 4. Cintia Verónica Romero (FPG) 5. Fernando Emmanuel Martínez (PJ-LC) 6. María Eugenia Ball Lima (PJ-MDF) 7. Juan Domingo Fernando Morales (FR) 8. Paula Luján Obrador (PJ) 9. Mariano Pinedo (PJ) 10. Maira Rocío Ricciardelli (FR) 11. Germán Horacio de Rossi (PJ) |
|                                          | La Libertad Avanza                                         |                                   |                                   | 0/11                              | Ver candidatos: 1. Natalia Miriam Blanco (PRO) 2. Pablo Ezequiel Morillo (LLA) 3. Analía Ester Corvino (LLA) 4. Alejandro Daniel Rabinovich (PRO) 5. Ana Clara Petrocini (LLA) 6. Ángel Roberto Torrano (LLA) 7. Lorena Silvana Bincaz (LLA) 8. Miguel Amadeo (PRO) 9. Daiana Alejandra Hergert (LLA) 10. Gabriel Ruddi Ziegler (LLA) 11. María Julia Marincovich (PRO) |
|                                          | Espacio Abierto para el Desarrollo y la Integración Social |                                   |                                   | 0/11                              | Ver candidatos: 1. Manuel Passaglia 2. María Paula Bustos 3. Ignacio Fernando Mateucci 4. Silvana Nancy Maldonado 5. Federico Nicolás Agudo 6. Agustina Gruffat 7. Juan Martin Genoud 8. Mara Lorena Kolberg 9. Santiago Bernardino Esperanza 10. Flavia Estefanía Cascardo 11. Giuliano Pelorosso |
|                                          | Frente de Izquierda y de Trabajadores - Unidad             |                                   |                                   | 0/11                              | Ver candidatos: 1. Jorge Alberto Núñez (IS) 2. Patricia Gabriela Esther González (PO) 3. Juan José Valenza 4. Maylén Nazarena Quintos 5. David Daniel Gutiérrez 6. Lucía Ayelén Gómez 7. Matías Román Ravassio 8. Florencia Soledad Baudracco (PTS) 9. Gonzalo Alfredo Rojas 10. Julieta Carolina González 11. José Francisco Domenech (PTS) |
|                                          | Movimiento Avanzada Socialista                             |                                   |                                   | 0/11                              | Ver candidatos: 1. Florencia Beatriz González 2. Juan Bautista Altamirano 3. María Ofelia Linarez 4. Matías Facundo Staciuk 5. Florencia Abigail Álvarez 6. Nahuel Iván Melián 7. Eliana Ayelén Quiroz Espina 8. Exequiel Alejandro Melián 9. Azul Martina Piccone 10. Matías Damián Campos 11. Evelyn Merlina Nieto |
|                                          | Política Obrera                                            |                                   |                                   | 0/11                              | Ver candidatos: 1. Ademar Marabert 2. Mercedes Rocío Flores 3. Mario Héctor Charras 4. Julieta Mariel Charras 5. Facundo Leonardo Quiroga 6. Estefanía Daiana Costa 7. Rubén Exequiel Cáceres 8. Marta Sandra Caffieri 9. Guido Vergara 10. Karen Alejandra Acuña 11. Juan César Narvaiza |
|                                          | Potencia                                                   |                                   |                                   | 0/11                              | Ver candidatos: 1. Ariel Hugo Bianchi 2. Ramona Yamila Zabala 3. José María Serpi 4. Valeria Noemi Laureano 5. Diego Martin Maranesi 6. Raquel Andrea Inés Ferri 7. Ramiro Leonel Pérez 8. Mariana Jorgelina Barreto 9. Hernán Exequiel Quintana 10. Iara Ailén Boschman 11. Claudio Alfredo Chapuisat |
|                                          | Unión y Libertad                                           |                                   |                                   | 0/11                              | Ver candidatos: 1. Constanza Moragues Santos 2. Marcelo Damian Iglesias 3. Daniela Elisabet Antúnez 4. Edgardo Daniel Tuliet 5. Diana Vanesa Osuna 6. Roberto Mario Duarte 7. Débora Solange Colman 8. Diego Nicolás Rolán 9. Claudia Patricia Mekis 10. Julio César Medina 11. Luciana Clara Buonasora |
|                                          | Unión Liberal                                              |                                   |                                   | 0/11                              | Ver candidatos: 1. Luciano Emanuel Busso 2. Sol Milagros Guevara 3. Marcos Eliseo Almada 4. Stella Maris Luna 5. Antonio José Miori 6. Mirna Raquel Fernández 7. Jonathan Ezequiel Sampallo 8. Camila Belén García Stagnaro 9. Marcelo Ariel Castillo 10. Cintia Ludmila Franzoia 11. Luciano Acevedo |
|                                          | Es Con Vos, Es Con Nosotros                                |                                   |                                   | 0/11                              | Ver candidatos: 1. Roberto Damboriana 2. Graciela Norma Devita 3. Pablo Oscar Ottaviano 4. Roxana Evangelina Giménez 5. Eduardo Marcelo Duplan 6. Alejandra Elisabet Padilla 7. Franco Damian Chávez 8. Viviana Lorena Pérez 9. Jonathan Alberto Iranzo 10. Virginia Jesica Traverso 11. Reinaldo Heber Sosa |
|                                          | Construyendo Porvenir                                      |                                   |                                   | 0/11                              | Ver candidatos: 1. Gabriel Alejandro Gavier 2. Tatiana Edith Pérez 3. Matías Daniel Ponce 4. Mónica Verónica Martínez 5. Pablo Ezequiel Martínez 6. Verónica María Victoria Carrera 7. Jorge Maximiliano Sunsundeguy 8. Yésica Anahí Sunsundeguy 9. Andrés Avelino Curima 10. Mónica Alejandra Curima 11. Maximiliano Gabriel Villamayor |
|                                          | Frente Patriota Federal                                    |                                   |                                   | 0/11                              | Ver candidatos: 1. Verónica Karina Gutiérrez 2. Juan Carlos Fontes 3. Aldana Elisabeth Albiaque 4. Pablo Rodolfo González 5. Susana Mabel Mansilla 6. Diego Julián Baca 7. Sandra Itatí Saravia 8. Alberto Damián Ojeda 9. Carla Lorena Medina 10. Lucas Fabián Ayala 11. Dolores del Carmen Benítez |
|                                          | Partido Libertario                                         |                                   |                                   | 0/11                              | Ver candidatos: 1. Juan Pablo Casañas Ongania 2. Sara Yolanda Randazzo 3. Guillermo Heriberto Macloughlin 4. Carina Verónica López Giolfo 5. Alejandro Rubén Puebla 6. María Alejandra Alais 7. Alejandro Fabián Rubén Marcus 8. Paula Lorena Marina 9. Gustavo Norberto Ferraris 10. Rocío Panzero 11. Laureano Néstor D. Sastre |
|                                          | Tiempo de Todos                                            |                                   |                                   | 0/11                              | Ver candidatos: 1. Ramán Roberto Quintana 2. Eliana Florencia Ceballos 3. Miguel Ángel Severich 4. Noelia Belén Saravi 5. Sergio Ismael Oviedo 6. Daiana Noemi Ibáñez 7. Federico Luis Ortiz 8. Florencia Ludmila Castillo 9. Sergio Nicolás Ibáñez 10. Tania Isabel Torres 11. Joel Daniel Ocampo |
|                                          | Partido Valores Republicanos                               |                                   |                                   | 0/11                              | Ver candidatos: 1. Héctor Ariel Gonnet 2. Silvina Laura Sandoval 3. Claudio Raúl Velásquez 4. Lucrecia Mabel Hernández 5. Gustavo Guillermo Nicoletta 6. Analía Beatriz Campi 7. Jorge Oscar Ventoza 8. Canela Méndez 9. Rubén Alberto Palau 10. Alejandra Marcela Cabañas 11. Maximiliano Figueroa |
| Votos positivos                          |                                                            |                                   |                                   |                                   | |
| Votos en blanco                          |                                                            |                                   |                                   |                                   | |
| Votos nulos                              |                                                            |                                   |                                   |                                   | |
| Participación                            |                                                            |                                   |                                   |                                   | |
| Electores registrados                    |                                                            |                                   |                                   |                                   | |
| Notas: 1.                                |                                                            |                                   |                                   |                                   | |
| 3ª Sección Electoral 18 Diputados        |                                                            |                                   |                                   |                                   | |
| Partido/Alianza                          | Partido/Alianza                                            | Votos                             | %                                 | Bancas                            | Candidatos |
|                                          | Fuerza Patria                                              |                                   |                                   | 0/18                              | Ver candidatos: 1. Verónica Magario (PJ-MDF) 2. Facundo Miguel Tignanelli (PJ-LC) 3. Mayra Mendoza (PJ-LC) 4. Mariano Cascallares (PJ) 5. Ayelén Itatí Rasquetti (FR) 6. Luis Omar Vivona (PJ) 7. María Eva Limone (PJ-LC) 8. José Renaldo Galván 9. Romina Melisa Barreiro (PJ-MDF) 10. Roberto Ramón Vásquez (FR) 11. María Silvina Nardini (FG-MDF) 12. Pablo Adrián Boschi (PJ) 13. Laura Cristina Chamorro (PJ) 14. Ricardo Alfonso Fresco 15. Edith Olga Llanos 16. Ernesto Fabián Salvatierra 17. Susana Margarita Ocampo 18. Ángel Luis Celi                                                                           |
|                                          | La Libertad Avanza                                         |                                   |                                   | 0/18                              | Ver candidatos: 1. Maximiliano Iván Bondarenko (LLA) 2. María Ángel Sotolano (PRO) 3. Alberto Luis Ontiveros (LLA) 4. María Florencia Retamoso (LLA) 5. Nahuel Sotelo Larcher (LLA) 6. Leticia Inés Bontempo (PRO) 7. Javier César Prida (LLA) 8. Rocío Ángeles Julieta Gómez (LLA) 9. Federico Natanael Bojanovich (LLA) 10. Vanesa Viviana Gioia (LLA) 11. Gastón Corti (PRO) 12. Sheila Irene Adano (PRO) 13. Sebastián Ángel Acuña (LLA) 14. Mabel Silvina de los Ángeles Grinkievich (PRO) 15. Diego Gatón Villamayor (UNO) 16. Norma Silvia Mazzamuto (LLA) 17. Marcelo Alejandro Villa (LLA) 18. Luna Rocío Pérez (PRO) |
|                                          | Somos Buenos Aires                                         |                                   |                                   | 0/18                              | Ver candidatos: 1. Pablo Matías Domenichini (UCR) 2. Nazarena Clara Mesías (UCR) 3. Fernando Pérez (UCR) 4. Rocío Giaccone (Hacemos) 5. Leonardo Adrián Iturmendi (UCR) 6. Mariana Stilman (CC-ARI) 7. Julio Federico Cuomo 8. Alejandra Adriana Dulce Martínez (UCR) 9. Mariano Daniel Camaño (UCR) 10. Silvia Emma Corbalán 11. Diego Ariel Otero 12. Silvia Marcela Paredes 13. Mariano Víctor de Martino 14. Daniela Solange Ferreyra (UCR) 15. Mateo Gustavo Mercep (UCR) 16. Josefina Aguilera 17. Matías Nanni (UCR) 18. Cintia Betiana Lorenzo                                                                         |
|                                          | Frente de Izquierda y de Trabajadores - Unidad             |                                   |                                   | 0/18                              | Ver candidatos: 1. Nicolás del Caño (PTS) 2. Mónica Schlotthauer (IS) 3. Christian Castillo (PTS) 4. Ana Irene Paredes Landman (MST) 5. Pablo Mauricio Gagliello (PO) 6. Sofía Naya Martínez (PTS) 7. Guillermo Enrique Pacagnini (MST) 8. Liliana Esther Kunis (PO) 9. Carlos David Lastra (IS) 10. Nathalia González Seligra (PTS) 11. Norberto Arturo Señor (PO) 12. Paula Anahí Alfaro (IS) 13. Gustavo Adolfo Michel (PTS) 14. Andrea Bernarda Lanzzete (MST) 15. Emiliano Francisco Bonfiglio (PO) 16. Karen Florencia Leguizamón (PTS) 17. Juan Carlos Maceiras (IS) 18. Gabriela Victoria Soledad de la Rosa (PO)      |
|                                          | Movimiento Avanzada Socialista                             |                                   |                                   | 0/18                              | Ver candidatos: 1. Juan Cruz Ramat 2. María Paz Álvarez 3. Iván Alejandro Nievas Robles 4. Adriana Elizabeth Paiva Martínez 5. Rubén Adrián Giménez 6. Natacha Karenina Heidenreich 7. Leonardo Oscar Sinistri 8. Yazmín Ocampo Lobo 9. Ricardo Esteban Larrama 10. Lucía Jazmín Bellani 11. Héctor Pedro Daniel D'Antonio 12. Constanza Delfina Pagano 13. Giovanni Mobilio 14. Daniela Natalia González 15. Rafael Barros 16. Ana María Ghibaudo 17. José Luis Aldana 18. Jazmín Cristina Rodríguez Irala |
|                                          | Política Obrera                                            |                                   |                                   | 0/18                              | Ver candidatos: 1. Marcelo Ramal 2. Mariela del Carmen Arri 3. Matías Ceneros Milillo 4. Ramona Cándida Cáceres 5. Manuel Ignacio Quiroga 6. Claudia Teresita Ibáñez 7. Facundo Perales Noya 8. Lilia Verónica Piriz 9. Sergio Ceferino Insaurralde 10. María Rafael Puzzo 11. Manuel de Jesús Galarza 12. Solange Aranzabe 13. Carlos Lencina Lencina Gajardo 14. Camila Aldana Silvestri 15. Ignacio Ramiro Aldaya 16. Stella Maris Farías 17. Jorge Alberto Peralta 18. Carla Daniela Lorenzatto |
|                                          | Potencia                                                   |                                   |                                   | 0/18                              | Ver candidatos: 1. Santiago José MacGoey 2. Gabriela Alejandra Lasso 3. Miguel Ángel Echeverría 4. Agustina Belén Canestro Ferreyra 5. Obdulio Danilo D'Angelo 6. Tatiana Paola Gardonio 7. Maximiliano Ezequiel Grillo 8. Mercedes María de los Ángeles Ferreyra 9. Claudio Jesús Venchiarutti 10. Nancy Noelia Castellano 11. Víctor Antonio Altieri 12. Melany Natalia Ailén Carrillo 13. Jorge Alfredo Pérez 14. Graciela Beatriz Vallejos 15. Juan Pablo Alderete 16. Tamara Gisele Ruiz 17. Néstor Fernando Galibert 18. Aixa Lucrecia Davico López                                                                      |
|                                          | Nuevos Aires                                               |                                   |                                   | 0/18                              | Ver candidatos: 1. Mauricio D'Alessandro 2. Micaela Alejandra Kulling 3. Alejandro Néstor Trotta 4. Laura Vanesa Leiva 5. Nelson Ángel Ríos 6. Mariana Olga González 7. Guillermo Pablo Marchesi 8. Sofía Belén Arias 9. Carlos Fabián Brosio 10. Mariana Elba González 11. Ángel Osvaldo Díaz 12. Liliana Sonia Mora 13. Marcelo Alberto Pérez 14. Ruth Vanesa Vega 15. Pablo Edgardo Zárate 16. Patricia Lorena Faure 17. Leonardo Martín Cañete 18. Susana Leiva Trinidad |
|                                          | Unión y Libertad                                           |                                   |                                   | 0/18                              | Ver candidatos: 1. Juan Pedro del Oso 2. Julieta Jofre 3. Martín Pellegrino 4. Camila Maza 5. Bernardo Alberto Martín Bastida 6. Patricia Zulema Pino 7. José Damián Fernández 8. Valeria Marcela Buono 9. Gonzalo Ignacio Rodríguez 10. Nancy Dolores Ramos 11. Raúl Damián Gadea Giovagnoli 12. Patricia Alejandra Limia Álvarez 13. Fabricio Norberto Vega 14. Graciela Susana Thea 15. Jorge Aquino 16. María de los Ángeles Maguicha 17. Ariel Martin López 18. Adriana Cecilia Ravida |
|                                          | Unión Liberal                                              |                                   |                                   | 0/18                              | Ver candidatos: 1. Alejandro Raúl Mansilla 2. Evangelina Noemí Martin 3. David Leonardo Barra 4. Evelyn Edit Cantoni 5. José Luis Merino 6. Miriam Carina Roberto 7. Luis Félix Alejandro Schpilman 8. Alicia Noemi Bustos 9. Mariano Carlos Zunino 10. Evelyn Guadalupe Delbueno 11. Gustavo Andrés Ledesma 12. Mariela Verónica Rojas 13. Ricardo Victorio Acosta 14. Sabrina Florencia Buenopil 15. Walter Gustavo Flores 16. Silvia Liliana Muñiz Kubik 17. Carmelo Rubén Coñomilla 18. Patricia Inés Grau |
|                                          | Es Con Vos, Es Con Nosotros                                |                                   |                                   | 0/18                              | Ver candidatos: 1. Jorge Alberto Tuzzio 2. Yanina Jaquelina Robira 3. Hugo Cayetano Melgar 4. Laura Mariana Quiroga 5. Félix José Ferster 6. Karina Lorena Yñíguez 7. Francis Facundo Funes 8. Andrea Belén Pantalone 9. Juan José Petrakis 10. Sara H. Arvid 11. Franco Emanuel Destasio 12. Mariana Verónica Meaca 13. Jonatan David Destasio 14. Marcela Natalia Vicente 15. Federico Cuenca 16. Mariela Soledad Fernández 17. Gustavo Raúl Sapis 18. María Adriana Novoa |
|                                          | Tiempo de Todos                                            |                                   |                                   | 0/18                              | Ver candidatos: 1. Sebastián Abel Franco 2. Irene Adriana Volchok 3. Jorge Darío López 4. Mariel Jaquelina Rouquaud 5. Fernando Ezequiel Silva 6. Marina Elizabeth Herrero 7. Pablo Luis Benítez 8. Karina Nancy Sarabura 9. Jorge Javier García Zajac 10. Ana María Darduin 11. Carlos Ricardo Bechi 12. Vanesa Anahí Asís 13. Mario Frascone 14. Dora Teresa Manfredi 15. Ariel Frascone 16. Melisa Luján Oliva 17. Héctor Javier Cichero 18. Laura Alejandra Olazar |
|                                          | Partido Valores Republicanos                               |                                   |                                   | 0/18                              | Ver candidatos: 1. Diego Luis Quinteros 2. Marisa Alejandra Bravo 3. Ricardo Norberto Bilvinas 4. Mónica Beatriz Aguirre 5. Kevin Ezequiel Díaz 6. Lisa Macchi 7. Francisco Ariel Sánchez Rondi 8. Alicia Noemi Moreno 9. Lautaro Iván Quinteros 10. Brenda Natalia Flores 11. Sebastián Eloy González 12. Vanina Denise Andrada 13. Bruno Martin Olleros 14. Rosa del Valle Coronel 15. Ariel Aníbal de la Rosa 16. Susana Beatriz Tabare 17. Jorge Marcelo Poppiti 18. Edith Isabel Aguirre |
|                                          | Construyendo Porvenir                                      |                                   |                                   | 0/18                              | Ver candidatos: 1. María del Carmen Rodríguez 2. Rubén Alberto Sunsundeguy 3. Katia Yasmin Haddad 4. Ivo Alejo Astorga 5. Mariana Danisa Gómez 6. Leonardo Damián Poli 7. Yamila Soledad Sunsundeguy 8. César Gabriel Guede 9. María Cecilia Ramírez 10. Pablo Emilio Guede 11. María del Carmen Palacios 12. Gerardo Esteban Cufre 13. Mónica Mabel Chacela 14. Jorge Ariel Ibalo 15. Verónica del Carmen Sunsundeguy 16. Brian Emanuel Ramírez 17. Jimena Lorena Toledo 18. Sergio Gustavo Sunsundegui |
|                                          | Frente Patriota Federal                                    |                                   |                                   | 0/18                              | Ver candidatos: 1. Carlos Diego Thomas 2. Sonia Marina Maciel 3. Miguel Ángel Márquez 4. Analía Verónica Scaglia 5. Leonidas Julio Mateu 6. Laura Beatriz Rojas 7. Jorge Juan Antonio Orlic 8. Isabel Amelia Ernesta 9. José María Peterson 10. Valeria Mariana Roldán 11. César Eugenio Canali 12. Sandra Susana Russo 13. Carlos Alberto Soria 14. Silvana Gabriela Figueredo 15. Leonardo Augusto Báez 16. Norma Beatriz Hojman 17. Gustavo R. Vela 18. Ramona Ester Ramírez |
|                                          | Partido Libertario                                         |                                   |                                   | 0/18                              | Ver candidatos: 1. Lucas Gabriel Gazzotti 2. Ana Laura Prado 3. Fernando Tomás Gabriel Acosta 4. Blanca Elizabet Maidana 5. Héctor Bernardo Contreras 6. Laura Gabriela Melgar 7. Fabián Martín Escobar 8. Paola Yesica Rodríguez 9. Walter Gabriel Romero 10. Joana Elizabeth Graneros 11. Gonzalo Jesús Verón 12. Liliana Yolanda Barbari 13. Sandro Daniel Pared 14. Lourdes Eva Choque Vique 15. Maximiliano Agustín Blanco Rolandis 16. Claudia Gabriel Godoy 17. Jonathan Andrés Blanco 18. Beatriz Soledad Melgar |
| Votos positivos                          |                                                            |                                   |                                   |                                   | |
| Votos en blanco                          |                                                            |                                   |                                   |                                   | |
| Votos nulos                              |                                                            |                                   |                                   |                                   | |
| Participación                            |                                                            |                                   |                                   |                                   | |
| Electores registrados                    |                                                            |                                   |                                   |                                   | |
| 6ª Sección Electoral 11 Diputados        |                                                            |                                   |                                   |                                   | |
| Partido/Alianza                          | Partido/Alianza                                            | Votos                             | %                                 | Bancas                            | Candidatos |
|                                          | Fuerza Patria                                              |                                   |                                   | 0/11                              | Ver candidatos: 1. Enrique Alejandro Dichiara (PJ) 2. Maite Milagros Alvado (PJ-LC) 3. Alejandro Esteban Acerbo (PJ-MDF) 4. Sofía Vanelli (FR) 5. Álvaro Díaz (PJ) 6. Miriam Elizabeth Riat (PJ-LC) 7. Gustavo Alberto Brusa (FR) 8. Ángeles Belén Trejo (PJ-LC) 9. Nicolás Orfano (PJ-LC) 10. María Gisela Ghigliani (PJ-MDF) 11. David Alcalá (PJ) |
|                                          | La Libertad Avanza                                         |                                   |                                   | 0/11                              | Ver candidatos: 1. Oscar Eduardo Liberman (LLA) 2. Carla Pannelli (LLA) 3. Héctor Gay (PRO) 4. Mariela Silvina Vitale (LLA) 5. Gustavo Javier Coria (PRO) 6. María Fernanda Coitinho (LLA) 7. Hao Yuan Lan (LLA) 8. Carola Bedouret (LLA) 9. Matías Besada (PRO) 10. Claudia Andrea Yáñez (PRO) 11. Daniel Alejandro Adler (LLA) |
|                                          | Somos Buenos Aires                                         |                                   |                                   | 0/11                              | Ver candidatos: 1. Andrés De Leo (CC-ARI) 2. Priscila Minnaard 3. Norberto Amílcar García 4. Trinidad Barda Schell 5. Mariano Rafael Dello Russo 6. Catherine González 7. Ariel Gustavo Menna 8. María Antonia Urruti 9. José María “Pepo” Ares 10. Marisa Pignatelli 11. Diego Montero |
|                                          | Frente de Izquierda y de Trabajadores - Unidad             |                                   |                                   | 0/11                              | Ver candidatos: 1. Héctor Carlos Zaris (MST) 2. Lorena Savi (PTS) 3. Néstor Juan Conte (PO) 4. Montserrat Tata Gayone (IS) 5. Gastón Alfredo Canali (PTS) 6. Carla Salomé Zaris (MST) 7. Juan Ángel Cappa (PO) 8. Mariana Isabel Torres (PTS) 9. Iván Matías Moya (PTS) 10. Julia Lagleyze (PO) 11. Gustavo Martín Burachik (PO) |
|                                          | Movimiento Avanzada Socialista                             |                                   |                                   | 0/11                              | Ver candidatos: 1. Paula Gabriela Abal 2. Eduardo Daniel Fernández 3. Oriana Lihuén Panozzo 4. Daniel Homero Pascuan 5. Jesica Alejandra Smus 6. Franco Daniel Cacheda Andrei 7. Romina Paula Orcesse 8. Tomas Guagnini Tarelli 9. Mirta María Demundo 10. Lautaro Gabriel González 11. Rocío Daiana Martynaitis |
|                                          | Política Obrera                                            |                                   |                                   | 0/11                              | Ver candidatos: 1. Carlos Martín Grecco Strasheim 2. Alejandra Alicia Vega 3. Horacio Vitangeli 4. Myrian Esther González 5. Jorge Pedro Arroquy 6. Malena Ortiz 7. Nicolás Domini 8. Patricia E. Policano 9. Carlos César Limoncelli 10. Mercedes Marina Valles 11. Cristian Daniel Feloy |
|                                          | Potencia                                                   |                                   |                                   | 0/11                              | Ver candidatos: 1. Miguel A. R. Donadío 2. Roxana Noemí Almirón 3. Franco Maximiliano Mombelli 4. Valeria Carla Busacca Montoya 5. Fernando Pablo Mascetti 6. Sonia Patricia Estrada 7. Nicolás Jensen 8. Sandra Giménez 9. Jorge Marcelo Mutti 10. Nidia Irene Burstein 11. Daniel Oscar Jaramillo |
|                                          | Unión y Libertad                                           |                                   |                                   | 0/11                              | Ver candidatos: 1. Carlos Walter Alonso 2. María Martha Coria 3. Ricardo Efraín Lepron 4. Andrea Teresa Romero 5. Juan Carlos Nieto 6. Lorena Patricia Elizondo 7. Néstor Fabián Dore 8. Agostina Reschini 9. Silvio Ceferino Mosegui 10. Martina Mariel Studio 11. Franco Adrián Studio |
|                                          | Unión Liberal                                              |                                   |                                   | 0/11                              | Ver candidatos: 1. José Luis Giannasi 2. Evangelina Benítez 3. César Andrés Pascualetti 4. Silvana del Carmen Aguilar 5. Nicasio Jesús Martínez 6. Erika Romina Spitteler 7. Guillermo Enrique Ecke Follonier 8. Marcela de los Ángeles Ramírez 9. Roberto Scheel 10. Claudia Noemí Bugallo |
|                                          | Frente Patriota Federal                                    |                                   |                                   | 0/11                              | Ver candidatos: 1. Miguel Ángel Rodari 2. Karina Luján Molina 3. Walter Darío Bagnato 4. Verónica Inés Castillo 5. Hugo Antonio López 6. Camila Aldana Córdoba 7. Pedro Ignacio López 8. Vanesa Emilse Mendoza 9. Héctor Rogelio Campos 10. Lucía Delfina Bravo 11. Roberto Fernando Gentile |
|                                          | Es Con Vos, Es Con Nosotros                                |                                   |                                   | 0/11                              | Ver candidatos: 1. Hernán Sergio González Becares 2. Leticia Rosario Calla 3. Jaime Isaac Alper 4. Vanesa Edith Godoy 5. Diego Fernando Aguirre 6. María Antonia Bono Luján 7. Dante Ariel Lencina 8. Nélida Ester Schonfeld 9. Roberto Adrián Stoessel 10. Ana Isabel Hueche 11. Mariano Alejo Rojas |
|                                          | Tiempo de Todos                                            |                                   |                                   | 0/11                              | Ver candidatos: 1. Eber Ezequiel Irusta 2. Alicia Gabriela Sanabria 3. Nicolás Gabriel Escalante 4. María Roxana Tenaglia 5. Elías Rubén Hoyos 6. María de los Ángeles Monjes 7. Matías José Tejeda 8. Johanna Jorgelina Musi 9. Mauro Alberto Neira 10. Jessica Soledad Alegre 11. Juan Pablo Ibarra |
|                                          | Partido Valores Republicanos                               |                                   |                                   | 0/11                              | Ver candidatos: 1. Ariel Edgardo Scorolli 2. Paula Gabriela Flamenco 3. Enzo Agustín Griffith Hait 4. Katherine Yanet Riffo 5. Marcelo Fabián Castro 6. Eva Mayra Magallanes 7. Álvaro Muñoz de Toro 8. Cintia Yanet Santos 9. Jonatan Alberto Joaquín Varela 10. Katherine Aldana Astudillo 11. Guillermo Ariel Regueira |
|                                          | Construyendo Porvenir                                      |                                   |                                   | 0/11                              | Ver candidatos: 1. Ana María Sosa 2. Raúl Eugenio Luchetta 3. Marta Nélida López 4. Gustavo Martínez Lorenzo 5. Mirian Amanda Darguibel Larrea 6. Ángel Marcelo Herrera 7. Elba Ester Mendoza 8. Leandro Rodrigo di Yorio 9. Susana Esther Prado 10. Norberto Sebastián Romero Verón 11. Ilda Susana Rodríguez Auvot |
|                                          | Partido Libertario                                         |                                   |                                   | 0/11                              | Ver candidatos: 1. Jorge Omar Cusanelli 2. Ada Carolina Ziaja 3. Juan Damián Rojas 4. Rosa Gisela Rojas 5. Gustavo Antonio Barua Amarilla 6. Lorena Paola Acuña 7. Claudio Adrián Vivas 8. Yamila Maite Torres 9. Juan Víctor Carrizo 10. Iris Rocío Noguera 11. Lucas Aldo More |
| Votos positivos                          |                                                            |                                   |                                   |                                   | |
| Votos en blanco                          |                                                            |                                   |                                   |                                   | |
| Votos nulos                              |                                                            |                                   |                                   |                                   | |
| Participación                            |                                                            |                                   |                                   |                                   | |
| Electores registrados                    |                                                            |                                   |                                   |                                   | |
| 8ª Sección Electoral/Capital 6 Diputados |                                                            |                                   |                                   |                                   | |
| Partido/Alianza                          | Partido/Alianza                                            | Votos                             | %                                 | Bancas                            | Candidatos |
|                                          | Fuerza Patria                                              |                                   |                                   | 0/6                               | Ver candidatos: 1. Juan Ariel Archanco (PJ-LC) 2. Lucía Iañez (PJ-MDF) 3. Juan Martín Malpeli (FR) 4. Carola Eugenia Corra (PJ-MDF) 5. Cristian Pablo Vander (PJ) 6. Paula Lambertini (PJ-LC) |
|                                          | La Libertad Avanza                                         |                                   |                                   | 0/6                               | Ver candidatos: 1. Francisco Jorge Adorni (LLA) 2. Julieta Elisabet Quintero Chasman (PRO) 3. Juan Esteban Osaba (LLA) 4. Micaela Fragasso (LLA) 5. Nicolás Luis Morzone (PRO) 6. Cristina Cianflone (LLA) |
|                                          | Somos Buenos Aires                                         |                                   |                                   | 0/6                               | Ver candidatos: 1. Pablo Daniel Nicoletti (UCR) 2. Antonela Moreno Ciparelli (UCR) 3. Emilio Rodríguez Ascurra (CC-ARI) 4. Vanesa Elena Temporetti (PS) 5. Diego Alejandro de Jesús Rovella (UCR) 6. María Virginia Pérez Cattaneo |
|                                          | Frente de Izquierda y de Trabajadores - Unidad             |                                   |                                   | 0/6                               | Ver candidatos: 1. María Laura Cano Kelly (PTS) 2. Leonel Ignacio Acosta (MST) 3. Julieta Aldana Rosas (PO) 4. José "Pepe" Rusconi (IS) 5. Patricia Andrea Ríos (MST) 6. César Hernán García (PTS) |
|                                          | Unión Liberal                                              |                                   |                                   | 0/6                               | Ver candidatos: 1. Diana Cecilia Zonaro 2. Leonardo Maximiliano Panebianco 3. Virginia Druetto 4. Alejandro Miguel del Franco 5. Adriana Barrutia 6. Gustavo Federico Niccolo |
|                                          | Frente Patriota Federal                                    |                                   |                                   | 0/6                               | Ver candidatos: 1. Oscar Rubén Loyola 2. Alejandra Lorena Fernández 3. Pablo Cristian Roma 4. Carla Soledad Berrueco 5. Ricardo Ariel Giordano 6. Olga Mabel Guillardot |
|                                          | Movimiento Avanzada Socialista                             |                                   |                                   | 0/6                               | Ver candidatos: 1. Facundo Ariel Díaz 2. Mariana Agustina Callaud 3. Gabino Baldioli 4. Emilia Agostina Bardas 5. Juan Pablo Valdés 6. Maribel Zoe Montero Suárez |
|                                          | Política Obrera                                            |                                   |                                   | 0/6                               | Ver candidatos: 1. Sergio Ezequiel Gómez de Saravia 2. Alejandra Greig 3. Omar Aníbal Zarza 4. María Alicia González 5. Daniel Héctor Zapata 6. Erica Diana M. Garnis |
|                                          | Potencia                                                   |                                   |                                   | 0/6                               | Ver candidatos: 1. Jorge Gerardo Metz 2. María del Rosario Castagnet 3. Nicolás Massano 4. Lourdes Ariadna Ramos 5. Guillermo Daniel Llorente 6. Aylén Massaccesi Franco |
|                                          | Unión y Libertad                                           |                                   |                                   | 0/6                               | Ver candidatos: 1. Facundo José Zaldúa 2. María Belén Azar 3. Matías Gastón Chimenti 4. Beatriz Edith Martín |
|                                          | Es Con Vos, Es Con Nosotros                                |                                   |                                   | 0/6                               | Ver candidatos: 1. Maximiliano Esteban Ibarra Guevara 2. María Fernanda Scacheri 3. Alejandro Pérez 4. Norma Susana Yodas 5. Esteban Daniel Gutiérrez 6. Fernanda Gabriela Sena |
|                                          | Nuevos Aires                                               |                                   |                                   | 0/6                               | Ver candidatos: 1. Marcelo Adrián Peña 2. Karina Edith Vanoni 3. Mariano Andrés Erzi 4. Ivana del Pilar Nieva 5. Ricardo Raúl Zic 6. Claudia Karina Pavón |
|                                          | Tiempo de Todos                                            |                                   |                                   | 0/6                               | Ver candidatos: 1. Oscar Edgardo Alvarenga 2. Costantina Albornoz 3. Daniel Gabriel Latronica 4. Alicia Ana Costa 5. Rubén Ismael Balvidares 6. Micaela Domínguez |
|                                          | Partido Valores Republicanos                               |                                   |                                   | 0/6                               | Ver candidatos: 1. Enrique Oscar Otero 2. Violeta Bibiana Yoshinaga 3. Luciano Demián Otero Nolte 4. Marina Florencia Zanfardino 5. Luis Alberto Ayala 6. Abril Guadalupe Otero Nolte |
|                                          | Construyendo Porvenir                                      |                                   |                                   | 0/6                               | Ver candidatos: 1. Leopoldo Miglioranza 2. Priscila Mariel Pissola 3. Gustavo Javier Meres 4. Marcela Evangelina Moreno 5. Fernando Ezequiel Cufre 6. Natalia Yanina Ruiz Díaz |
|                                          | Partido Libertario                                         |                                   |                                   | 0/6                               | Ver candidatos: 1. José Ignacio Campodónico 2. Marta Susana Manso 3. Martín Jesús Boglione 4. Sasha Micaela Griffo 5. Tomás Gonzalo Firpo 6. Daiana Evelin Loizu |
| Votos positivos                          |                                                            |                                   |                                   |                                   | |
| Votos en blanco                          |                                                            |                                   |                                   |                                   | |
| Votos nulos                              |                                                            |                                   |                                   |                                   | |
| Participación                            |                                                            |                                   |                                   |                                   | |
| Electores registrados                    |                                                            |                                   |                                   |                                   | |

### Cámara de Senadores
|                                                                                              | Fuerza Patria Ver partidos de la alianza: - Partido Justicialista - Movimiento Libres del Sur - Frente Grande - Partido de la Victoria - Partido Solidario - Kolina - Instrumento Electoral por la Unidad Popular - Nuevo Encuentro por la Democracia y la Equidad - Partido del Trabajo y del Pueblo - Frente Renovador - Frente Patria Grande - Partido Nuevo Buenos Aires - La Patria de lxs Comunes - Principios y Valores Partidos municipales: - Agrupación Municipal Ituzaingó Positivo (Ituzaingó) - Concertación (Marcos Paz) - Vecinalismo San Fernando (San Fernando) - Acción para Crecer (Tigre) - Defensa Comunal (Exaltación de La Cruz) - Innovar Bragado (Bragado) - Nueva Dirigencia (Chacabuco) - Somos Rivadavia (Rivadavia) - Unidad por Chascomús (Chascomús) - Acción Marplatense (General Pueyrredón) - Todos por Las Flores (Las Flores) - Somos Tres Arroyos (Tres Arroyos) |  |  | 0/23 |
|                                                                                              | La Libertad Avanza Ver partidos de la alianza: - La Libertad Avanza - Propuesta Republicana Partidos municipales: - Agrupación Vecinal Campana Federal (Campana) - Acción Vecinal Escobar es Posible (Escobar) - Compromiso por General Rodríguez (General Rodríguez) - Unión Vecinal (Luján) - Ahora Pilar (Pilar) - Agrupación Vecinal Repensando San Isidro (San Isidro) - ConVocación por San Isidro (San Isidro) - Primero San Isidro (San Isidro) - Viva Areco (San Antonio de Areco) - Sociedad Activa (Colón) - Vecinos Unidos (Exaltación de La Cruz) - San Pedro Puede (San Pedro) - Primero Zárate (Zárate) - Unión Vecinal Conservadora de Lobos (Lobos) - Valores para mi País Necochea (Necochea) - Crear Mar del Plata (General Pueyrredón) - Unidos por la Costa (La Costa) - Acción Tandilense (Tandil) - Compromiso Pringles (Coronel Pringles) - Entre Todos (Coronel Pringles) - Integración Vecinalista de Villarino (Villarino) - Nuevo Azul (Azul) - Juntos por Olavarría (Olavarría) |  |  | 0/23 |
|                                                                                              | Somos Buenos Aires Ver partidos de la alianza: - Unión Cívica Radical - Coalición Cívica ARI - Partido Socialista - Política Abierta para la Integridad Social - Movimiento de Integración Federal - Nuevo País - Hacemos - Partido del Diálogo - Partido Liber.Ar Partidos municipales: - Agrupación Vecinal Proyecto Brown (Almirante Brown) - Acción para el Desarrollo (Bragado) - Acción por Lincoln (Lincoln) - Podemos Azul (Azul) |  |  | 0/23 |
|                                                                                              | Frente de Izquierda y de Trabajadores - Unidad Ver partidos de la alianza: - Movimiento Socialista de los Trabajadores - Izquierda por una Opción Socialista - Nueva Izquierda - Partido de Trabajadores por el Socialismo - Partido del Obrero |  |  | 0/23 |
|                                                                                              | Unión Liberal Ver partidos de la alianza: - Unión Liberal - Frente Federal de Acción Solidaria de la Provincia de Buenos Aires |  |  | 0/23 |
|                                                                                              | Es Con Vos, Es Con Nosotros Ver partidos de la alianza: - Unión Popular Federal - Partido Republicano Federal |  |  | 0/23 |
|                                                                                              | Nuevos Aires Ver partidos de la alianza: - Unión Celeste y Blanco - Partido Renovador Federal - Confianza Pública |  |  | 0/23 |
|                                                                                              | Potencia Ver partidos de la alianza: - Movimiento de Integración y Desarrollo - Partido Nacionalista Constitucional - UNIR - Partido Demócrata Partidos municipales: - Proyecto Escobar (Escobar) |  |  | 0/23 |
|                                                                                              | Unión y Libertad Ver partidos de la alianza: - Partido Federal - Unión por Todos |  |  | 0/23 |
|                                                                                              | Movimiento Avanzada Socialista |  |  | 0/23 |
|                                                                                              | Política Obrera |  |  | 0/23 |
|                                                                                              | Construyendo Porvenir |  |  | 0/23 |
|                                                                                              | Frente Patriota Federal |  |  | 0/23 |
|                                                                                              | Partido Libertario |  |  | 0/23 |
|                                                                                              | Tiempo de Todos |  |  | 0/23 |
|                                                                                              | Partido Valores Republicanos |  |  | 0/23 |
| Votos positivos                                                                              | |  |  |      |
| Votos en blanco                                                                              | |  |  |      |
| Votos nulos                                                                                  | |  |  |      |
| Participación                                                                                | |  |  |      |
| Electores registrados                                                                        | |  |  |      |
| Fuentes: Junta Electoral de la Provincia de Buenos Aires – Alianzas transitorias presentadas | |  |  |      |

#### Resultados por secciones electorales
| 1ª Sección Electoral 8 Senadores | 1ª Sección Electoral 8 Senadores               | 1ª Sección Electoral 8 Senadores | 1ª Sección Electoral 8 Senadores | 1ª Sección Electoral 8 Senadores | 1ª Sección Electoral 8 Senadores |
| Partido/Alianza                  | Partido/Alianza                                | Votos                            | %                                | Bancas                           | Candidatos |
| -------------------------------- | ---------------------------------------------- | -------------------------------- | -------------------------------- | -------------------------------- | --- |
|                                  | Fuerza Patria                                  |                                  |                                  | 0/8                              | Ver candidatos: 1. Gabriel Katopodis (PJ- MDF) 2. Malena Galmarini (FR) 3. Mario Alberto Ishii (PJ) 4. Mónica Macha (NE) 5. Fernando Daniel Coronel (FG-MDF) 6. Roxana Alejandra López (PJ-LC) 7. Mauro Darío López García 8. Marina Dorotea Salzmann (FR)        |
|                                  | La Libertad Avanza                             |                                  |                                  | 0/8                              | Ver candidatos: 1. Diego Valenzuela (LLA) 2. María Luz Bambaci (LLA) 3. Luciano Emanuel Olivera (LLA) 4. Marisa Pirillo (LLA) 5. Luis Alberto Palomino (LLA) 6. Claudia Lorena del Valle (LLA) 7. Roberto Costa (VU) 8. Marina Alejandra Casaretto (PRO)          |
|                                  | Somos Buenos Aires                             |                                  |                                  | 0/8                              | Ver candidatos: 1. Julio Zamora (Hacemos) 2. Josefina Mendoza (UCR) 3. Emiliano Mansilla 4. María Margarita Djedjeian (CC-ARI) 5. Pablo Gabriel Navarro 6. Fabiana Melina Ávalos 7. Esteban Fabricio Cheiro (CC-ARI) 8. Carolina Mariel Sosa                      |
|                                  | Es Con Vos, Es Con Nosotros                    |                                  |                                  | 0/8                              | Ver candidatos: 1. Martín Miguel Ayerbe Ortiz 2. Romina Valeria Cortaberria 3. Enrique Osvaldo Silva 4. María Cristina Ballina 5. Jorge Leonardo Cáceres 6. Ximena Paula Montes 7. Tomás Ramón Perinetti 8. Gladis Soledad Iñíguez                                |
|                                  | Frente de Izquierda y de Trabajadores - Unidad |                                  |                                  | 0/8                              | Ver candidatos: 1. Romina Del Plá (PO) 2. Alejandro Bodart (MST) 3. Vanina Mancuso (PTS) 4. Cristian Fernando Luján Duarte (IS) 5. Paola Soledad Rodríguez Mariani (IS) 6. Néstor Pitrola (PO) 7. Laura Bogado (PTS) 8. Facundo Martín Pilarche (PTS)             |
|                                  | Potencia                                       |                                  |                                  | 0/8                              | Ver candidatos: 1. Félix Vicente Lonigro 2. Mariángeles Boniface 3. Alejandro José Bulacio 4. María Inés Feldtmann 5. Francisco Cardozo 6. Dora Cristina Andrés 7. Bruno de Nardo 8. Claudia Elisabet Spoltore                                                    |
|                                  | Unión Liberal                                  |                                  |                                  | 0/8                              | Ver candidatos: 1. Eduardo María José Humberto Bisognin 2. Agustina Santillán 3. Carlos Daniel Harendorf 4. Delma Ricci 5. Ítalo Benjamín Barra 6. Tamara Anabel Carabajal 7. Mariano Horacio Llorente 8. Mónica Diana Cuevas                                     |
|                                  | Unión y Libertad                               |                                  |                                  | 0/8                              | Ver candidatos: 1. Ignacio Martín de Jáuregui 2. Romina Gerardina Moreyra 3. Arnaldo Darío Bresciani 4. Cintia Susana Machuca 5. Jonatan Juan Marcelo Laprida 6. Luisa Vega 7. Norberto José Gallafent 8. Patricia Zulema Isabel López                            |
|                                  | Construyendo Porvenir                          |                                  |                                  | 0/8                              | Ver candidatos: 1. Javier Alejandro Anchava 2. Mónica Beatriz Iserte 3. César Hugo Purulla 4. Erika Yanet Matta 5. Víctor Hugo Quipildor 6. Mónica Elvira Cañete 7. Marcos Andrés Klein Vitale 8. Sabrina Emilce Bálsamo                                          |
|                                  | Frente Patriota Federal                        |                                  |                                  | 0/8                              | Ver candidatos: 1. Ernesto Alcides Arienzo 2. Elsa Noemí Carabillo 3. Miguel Ángel Sofía 4. Claudia Beatriz Delgado 5. Agustín Fernández Madero 6. Ruth Yanina González 7. Carlos Daniel Sainz 8. Silvia Inés Labraga                                             |
|                                  | Partido Libertario                             |                                  |                                  | 0/8                              | Ver candidatos: 1. Sergio Miguel Palahy Sosa 2. Andrea Fabiana Martínez 3. Agustín Felipe Rau 4. Adriana Carolina Guerrero Rossetti 5. Pedro Mario González Pagnanelli 6. Eliana Deolinda Matko 7. Alejandro Emilio Pundyk Atamaniuk 8. Betiana Carolina Trevisan |
|                                  | Movimiento Avanzada Socialista                 |                                  |                                  | 0/8                              | Ver candidatos: 1. Lucas Matías Correa 2. Andrea Solange Nuñez 3. Alejandro Martín Lach 4. Marina Alonso 5. Víctor Luis de Rossi 6. María Elena Rodríguez 7. Luca Damián Vázquez 8. María Vanina Petraglia                                                        |
|                                  | Política Obrera                                |                                  |                                  | 0/8                              | Ver candidatos: 1. Pablo Busch 2. Patricia Giselle Urones 3. Carlos Alberto Frigoli 4. Felisa Inés Salazar 5. Walter Américo Altavista 6. María de los Ángeles Cabral 7. Héctor Hugo Ochoa 8. Nadia Jimena Cappa                                                  |
|                                  | Tiempo de Todos                                |                                  |                                  | 0/8                              | Ver candidatos: 1. Guillermo Emanuel Vidal 2. Cristina Beatriz Colombini 3. Alejandro Marcelo Groglio 4. Silvia Alejandra Colombini 5. César Daniel Mercado 6. Epifanía Domínguez 7. Carlos Daniel Rithaud 8. Carina Beatriz Chaves                               |
|                                  | Partido Valores Republicanos                   |                                  |                                  | 0/8                              | Ver candidatos: 1. Pablo Hernán Kurpavicius Cabrera 2. Claudia Esther Rivero 3. Alejandro Alberto Cordera 4. Yesica Giselle Gutiérrez 5. Walter Gabriel Frías 6. Florencia Yamila Álvarez 7. Fabián Edgardo Kipper 8. Luciana del Valle Enrique                   |
| Votos positivos                  |                                                |                                  |                                  |                                  | |
| Votos en blanco                  |                                                |                                  |                                  |                                  | |
| Votos nulos                      |                                                |                                  |                                  |                                  | |
| Participación                    |                                                |                                  |                                  |                                  | |
| Electores registrados            |                                                |                                  |                                  |                                  | |
| 4ª Sección Electoral 7 Senadores |                                                |                                  |                                  |                                  | |
| Partido/Alianza                  | Partido/Alianza                                | Votos                            | %                                | Bancas                           | Candidatos |
|                                  | Fuerza Patria                                  |                                  |                                  | 0/7                              | Ver candidatos: 1. Diego Alberto Videla (PJ-LC) 2. Valeria Arata (FR) 3. Germán Lago (PJ-MDF) 4. María Sol Fernández (PJ-LC) 5. Diego Eduardo Ibáñez (FR) 6. Julieta Garello (PJ-MDF) 7. Silvio Maximiliano Caprioni (FR)                                         |
|                                  | La Libertad Avanza                             |                                  |                                  | 0/7                              | Ver candidatos: 1. Gonzalo Darío Cabezas (LLA) 2. Analía Balaudo (LLA) 3. Matías Fernando Ranzini (PRO) 4. Daniela Guillermina Monzón (LLA) 5. Gustavo Emilio Bories (LLA) 6. Julieta Arce (PRO) 7. Ignacio Ezequiel Grego (LLA)                                  |
|                                  | Somos Buenos Aires                             |                                  |                                  | 0/7                              | Ver candidatos: 1. Pablo Petrecca (PRO) 2. Natalia Quintana (UCR) 3. Guillermo Britos (Primero Chivilcoy) 4. Maitén Agüero (UCR) 5. Martín Ignacio Borrazas (UCR) 6. María Soledad Adamini 7. Juan Rodrigo Esponda                                                |
|                                  | Frente de Izquierda y de Trabajadores - Unidad |                                  |                                  | 0/7                              | Ver candidatos: 1. Luciano Roggero (PTS) 2. Rosalía Elizabeth Rodas (PO) 3. Eduardo Jorge Bunster (MST) 4. Nancy Valeria Farías (IS) 5. Emiliano Oscar Rivarola (PO) 6. Florencia Alejandra Toledo (PTS) 7. Juan Carlos Herrero (IS)                              |
|                                  | Movimiento Avanzada Socialista                 |                                  |                                  | 0/7                              | Ver candidatos: 1. Emilio Alberto Almada 2. Melina Barreal 3. Carlos Alberto Santagata 4. Paula Catalina Bosco 5. Oscar Fabián Juárez 6. Silvia Noemí Lobos 7. Nicolás Guagnini                                                                                   |
|                                  | Política Obrera                                |                                  |                                  | 0/7                              | Ver candidatos: 1. Sonia Ofelia Rodríguez 2. Fidel Juan Tupac Rodríguez 3. Laura Antonela Battaglino 4. Nicolás Emanuel Miranda 5. Elsa Libertad Primiani 6. Roberto Marcelo Galarse 7. Laura Negrete Burtin                                                      |
|                                  | Potencia                                       |                                  |                                  | 0/7                              | Ver candidatos: 1. María Andrea Passerini 2. Fabio Carlos Bollini 3. Laura Cecilia Fernández Cagnone 4. Luis María Speranza 5. María Eugenia Bozzone 6. Juan José Plou 7. María Cristina Corrao                                                                   |
|                                  | Unión y Libertad                               |                                  |                                  | 0/7                              | Ver candidatos: 1. Lorena María Cecilia Sgur 2. Gastón Lucas Alberdi Peñavera 3. Nélida Isabel Villamayor 4. Manuel Eduardo Lugones 5. María Cecilia de Santo 6. Ángel Marcelo Sánchez 7. Silvia Beatriz Román                                                    |
|                                  | Unión Liberal                                  |                                  |                                  | 0/7                              | Ver candidatos: 1. Carlos Sebastián Dalfonso 2. Susana Beatriz López 3. Alberto Pascual Orol 4. Verónica Graciela Velázquez 5. Dante Ezequiel González 6. Nelly Griselda Nasso 7. Fabián Luis Delprat                                                             |
|                                  | Frente Patriota Federal                        |                                  |                                  | 0/7                              | Ver candidatos: 1. Sandra Marcela García 2. Norberto César Delgado 3. Maricel Mabel Ponte 4. Eduardo José Figgini 5. Sofía del Carmen Leonelli 6. Alexis Rodrigo Trujillo 7. Nancy Soledad Mamonde                                                                |
|                                  | Es Con Vos, Es Con Nosotros                    |                                  |                                  | 0/7                              | Ver candidatos: 1. Gustavo Eduardo Arabia 2. Gladys Norma Laurelli 3. Jordan Jatip 4. Leila Melanie Pizzello 5. Carlos Alberto González Santoro 6. María Cecilia Alsina 7. José Luis Ledesma                                                                      |
|                                  | Nuevos Aires                                   |                                  |                                  | 0/7                              | Ver candidatos: 1. Analía Verónica Esperón 2. Gastón Alfredo Quinteros Torres 3. Eduarda Quiña 4. Gabriel Andrés González 5. Vilma Yolanda Gómez 6. Carlos Alberto Sadoc 7. Karen Yael Godoy Contreras                                                            |
|                                  | Tiempo de Todos                                |                                  |                                  | 0/7                              | Ver candidatos: 1. Patricia Noemí Urquiza 2. César Ricardo Ibarra 3. Carolina Alexandra Antoniz 4. Hugo Roque Zanetti 5. Laura Viviana Amodio 6. Cristian Emanuel Esposito 7. Fátima Beatriz Monteros                                                             |
|                                  | Partido Valores Republicanos                   |                                  |                                  | 0/7                              | Ver candidatos: 1. Pedro Barrera 2. Jorgelina Noemí Agüero 3. Jorge Luis Porcu 4. Yesica Romina Saccella 5. José Luis Villafañe 6. Josefina Paola Ávalos 7. Luciano Andrés Ducasse                                                                                |
|                                  | Construyendo Porvenir                          |                                  |                                  | 0/7                              | Ver candidatos: 1. Horacio Raúl Ghinaudo 2. Claudia Alejandra Amaya 3. Jerónimo Rodrigo Sunsundeguy 4. Mayra Alejandra Escurra 5. Oscar Alfredo Sunsundeguy 6. Silvana Andrea Randone 7. Carlos Ginés Fernández                                                   |
|                                  | Partido Libertario                             |                                  |                                  | 0/7                              | Ver candidatos: 1. Alejandro Mariano Franco 2. Estefanía Soledad Russo 3. Daniel Alberto Russo 4. Romina Soledad Sosa 5. Sergio Daniel Musso 6. Silvina Mariel Ibáñez 7. Edgardo Roberto Ridolfi                                                                  |
| Votos positivos                  |                                                |                                  |                                  |                                  | |
| Votos en blanco                  |                                                |                                  |                                  |                                  | |
| Votos nulos                      |                                                |                                  |                                  |                                  | |
| Participación                    |                                                |                                  |                                  |                                  | |
| Electores registrados            |                                                |                                  |                                  |                                  | |
| 5ª Sección Electoral 5 Senadores |                                                |                                  |                                  |                                  | |
| Partido/Alianza                  | Partido/Alianza                                | Votos                            | %                                | Bancas                           | Candidatos |
|                                  | Fuerza Patria                                  |                                  |                                  | 0/5                              | Ver candidatos: 1. Fernanda Raverta (PJ-LC) 2. Jorge Alberto Paredi (PJ-MDF) 3. María Laura García (FR) 4. Marcelo Fabián Sosa (PJ-LC) 5. Nancy Andrea Cáceres (PJ-MDF)                                                                                           |
|                                  | La Libertad Avanza                             |                                  |                                  | 0/5                              | Ver candidatos: 1. Guillermo Montenegro (PRO) 2. María Cecilia Martínez (LLA) 3. Matías Miguel de Urraza (LLA) 4. María Luján Fiego (AT) 5. Luis Mariano Jesús Valiante (LLA)                                                                                     |
|                                  | Somos Buenos Aires                             |                                  |                                  | 0/5                              | Ver candidatos: 1. Roberto Maximiliano Suescún (UCR) 2. María Eugenia Libera 3. Carlos Damián Unibaso 4. María Haydeé Condino 5. Emanuel Pecarrere |
|                                  | Frente de Izquierda y de Trabajadores - Unidad |                                  |                                  | 0/5                              | Ver candidatos: 1. Alejandro Juan Martínez (PO) 2. Victoria Libertad Martínez Larrañaga (PTS) 3. Miguel Ángel Arena (IS) 4. Sonia Eva Magasinik (MST) 5. Nahuel Agustín Domínguez (PTS)                                                                           |
|                                  | Movimiento Avanzada Socialista                 |                                  |                                  | 0/5                              | Ver candidatos: 1. Marcos Javier Pascuán 2. Nora Caro 3. Facundo Eduardo Beccalli 4. Natalia Soledad San Miguel 5. Miguel Darío Pilcic |
|                                  | Política Obrera                                |                                  |                                  | 0/5                              | Ver candidatos: 1. María Agustina Vaccaroni 2. Germán Marcelo Olivera 3. María Inés Meisegeier 4. Antonio José Levato 5. Daniela Rumbola Suárez |
|                                  | Potencia                                       |                                  |                                  | 0/5                              | Ver candidatos: 1. Fabio Adrián Molinero 2. Flavia Verónica Abud 3. Francisco José Kovacs 4. Ana María Martínez 5. Enrique Jorge Borsi |
|                                  | Unión y Libertad                               |                                  |                                  | 0/5                              | Ver candidatos: 1. Juan Francisco Obiol 2. Sandra María Dell'Aquila 3. Claudio Alejandro Jaime 4. Diana Alejandra Irrasábal 5. Cristian Diego Taborga |
|                                  | Unión Liberal                                  |                                  |                                  | 0/5                              | Ver candidatos: 1. Horacio Javier Rivara 2. Susana Isabel Valle 3. José Luis Iriarte 4. Andrea Fabiana Gutiérrez 5. Simón Pedro Olivarez |
|                                  | Es Con Vos, Es Con Nosotros                    |                                  |                                  | 0/5                              | Ver candidatos: 1. Eliel Corigliano 2. Maira Antonella Bicco 3. Martín di Domenico 4. Alcira del Valle Romero 5. Marcos Costantini |
|                                  | Frente Patriota Federal                        |                                  |                                  | 0/5                              | Ver candidatos: 1. Marcelo Adrián Freitas 2. Nancy Elizabeth Castillo 3. Daniel Oscar Ferreyra 4. Zulema Delinda Bogado 5. Adrián Enrique Zapata |
|                                  | Tiempo de Todos                                |                                  |                                  | 0/5                              | Ver candidatos: 1. Jorge Omar Pintos 2. Mariela Alejandra Lobartolo 3. Florentín Barrios 4. Romina Soledad Peñalver 5. Gonzalo Alberto Córdoba |
|                                  | Partido Valores Republicanos                   |                                  |                                  | 0/5                              | Ver candidatos: 1. Víctor Hugo Bazán 2. Mónica Isabel Zaccaria 3. Fangueiro Adelino Goncalves 4. Alicia Soledad Alegre 5. Sergio Eduardo Alvarado |
|                                  | Construyendo Porvenir                          |                                  |                                  | 0/5                              | Ver candidatos: 1. Mario Osvaldo Garberoglio 2. María Eugenia Echeverría 3. José Alejandro Conti 4. Margarita Dolores Fernández 5. Ricardo Ariel González |
|                                  | Partido Libertario                             |                                  |                                  | 0/5                              | Ver candidatos: 1. Lucía Florencia Lamothe 2. Ángel Annacondia 3. Susana Mabel Martinengo 4. Matías Ezequiel Pérez 5. Mayli Baiana Luque |
| Votos positivos                  |                                                |                                  |                                  |                                  | |
| Votos en blanco                  |                                                |                                  |                                  |                                  | |
| Votos nulos                      |                                                |                                  |                                  |                                  | |
| Participación                    |                                                |                                  |                                  |                                  | |
| Electores registrados            |                                                |                                  |                                  |                                  | |
| 7ª Sección Electoral 3 Senadores |                                                |                                  |                                  |                                  | |
| Partido/Alianza                  | Partido/Alianza                                | Votos                            | %                                | Bancas                           | Candidatos |
|                                  | Fuerza Patria                                  |                                  |                                  | 0/3                              | 1. María Inés Laurini (PJ-LC) 2. Marcos Emilio Pisano (FR) 3. Evelyn Díaz (PJ-LC) |
|                                  | La Libertad Avanza                             |                                  |                                  | 0/3                              | 1. Alejandro Speroni (LLA) 2. María Celeste Arouxet (LLA) 3. Ezequiel Galli (PRO) |
|                                  | Somos Buenos Aires                             |                                  |                                  | 0/3                              | 1. Fernando Héctor Martini (UCR) 2. Viviana Beatriz Rodríguez (UCR) 3. Federico Fernando Farina (UCR) |
|                                  | Frente de Izquierda y de Trabajadores - Unidad |                                  |                                  | 0/3                              | 1. Daniel Emiliano Marín 2. Anti Malen Cortés 3. Duilio Vicente Petrungaro (IS) |
|                                  | Movimiento Avanzada Socialista                 |                                  |                                  | 0/3                              | 1. Sofía del Carmen Carneiro 2. Ramiro Andrés Manini 3. Ana María Iriart |
|                                  | Potencia                                       |                                  |                                  | 0/3                              | 1. Pedro Manuel Vigneau 2. Gabriela Elisabet Paoltroni 3. Iván Rodolfo Stankievich |
|                                  | Unión y Libertad                               |                                  |                                  | 0/3                              | 1. Dalton Jauregui 2. Josefina Silvierii 3. Matías Leonardo Pascual |
|                                  | Unión Liberal                                  |                                  |                                  | 0/3                              | 1. Eduardo Raúl Rocha 2. Andrea Fernanda Álvarez 3. Gustavo Adolfo Díaz |
|                                  | Frente Patriota Federal                        |                                  |                                  | 0/3                              | 1. José María López 2. Mercedes Tomasello 3. Rogelio Magallanes |
|                                  | Tiempo de Todos                                |                                  |                                  | 0/3                              | 1. Silvio Herrera 2. Liliana Noemí Molina 3. Iván Rodrigo Lizarraga |
|                                  | Partido Valores Republicanos                   |                                  |                                  | 0/3                              | 1. Juan Manuel Tribiño 2. Mariana Marcela Donoso 3. Luis Alberto Godoy |
|                                  | Construyendo Porvenir                          |                                  |                                  | 0/3                              | 1. Paula Andrea Herrera 2. Luis Leonardo López 3. Miriam Luisa Aguilar |
|                                  | Partido Libertario                             |                                  |                                  | 0/3                              | 1. José Andrés Pittelli 2. Solange María Elizabeth Juárez 3. Daniel Alberto Meringer |
|                                  | Es Con Vos, Es Con Nosotros                    |                                  |                                  | 0/3                              | 1. Jonathan Germán Capra 2. Cecilia Luján Travers 3. Agustín Oscar Goyer |
| Votos positivos                  |                                                |                                  |                                  |                                  | |
| Votos en blanco                  |                                                |                                  |                                  |                                  | |
| Votos nulos                      |                                                |                                  |                                  |                                  | |
| Participación                    |                                                |                                  |                                  |                                  | |
| Electores registrados            |                                                |                                  |                                  |                                  | |

## Capital Federal

Resultados por circuito electoral.

|  | 30,70 % |

|  | 27,89 % |

|  | 16,22 % |

|  | 8,24 % |

|  | 3,22 % |

|  | 2,67 % |

|  | 2,55 % |

|  | 2,36 % |

|  | 2,07 % |

|  | 1,71 % |

|  | 0,64 % |

|  | 0,52 % |

|  | 0,39 % |

|  | 0,34 % |

|  | 0,20 % |

|  | 0,16 % |

|  | 0,13 % |

|  | 97,98 % |

|  | 1,90 % |

|  | 0,10 % |

|  | 0,01 % |

|  | 0,01 % |

|  | 53,38 % |

|  | 100 % |

## Catamarca

### Cámara de Senadores
| Departamento             | Senadores | A renovar |
| ------------------------ | --------- | --------- |
| Ambato                   | 1         | —         |
| Ancasti                  | 1         | 1         |
| Andalgalá                | 1         | —         |
| Antofagasta de la Sierra | 1         | 1         |
| Belén                    | 1         | —         |
| Capayán                  | 1         | 1         |
| Capital                  | 1         | —         |
| El Alto                  | 1         | 1         |
| Fray Mamerto Esquiú      | 1         | —         |
| La Paz                   | 1         | 1         |
| Paclín                   | 1         | 1         |
| Pomán                    | 1         | —         |
| Santa María              | 1         | 1         |
| Santa Rosa               | 1         | —         |
| Tinogasta                | 1         | 1         |
| Valle Viejo              | 1         | —         |
| Total                    | 16        | 8         |

## Chaco

Resultados por departamento.

|  | 45,65 % |

|  | 33,66 % |

|  | 11,40 % |

|  | 2,05 % |

|  | 1,87 % |

|  | 1,78 % |

|  | 1,33 % |

|  | 0,88 % |

|  | 0,56 % |

|  | 0,52 % |

|  | 0,29 % |

|  | 97,37 % |

|  | 1,42 % |

|  | 1,22 % |

|  | 52,26 % |

|  | 100 % |

## Chubut
Referendum para modificar dos artículos de la Constitución provincial, eliminando los fueros de inmunidad para las figuras de gobernador, vicegobernador, legisladores, jueces, otros magistrados, ministros, y sindicalistas.

## Formosa

### Cámara de Diputados
|  | 21,78 % |

|  | 67,21 % |

|  | 9,54 % |

|  | 5,10 % |

|  | 4,16 % |

|  | 3,42 % |

|  | 3,35 % |

|  | 3,23 % |

|  | 2,96 % |

|  | 2,94 % |

|  | 2,88 % |

|  | 2,25 % |

|  | 2,25 % |

|  | 2,21 % |

|  | 2,07 % |

|  | 2,06 % |

|  | 2,03 % |

|  | 1,91 % |

|  | 1,84 % |

|  | 1,83 % |

|  | 1,80 % |

|  | 1,54 % |

|  | 1,31 % |

|  | 1,18 % |

|  | 1,14 % |

|  | 1,14 % |

|  | 1,06 % |

|  | 1,02 % |

|  | 1,00 % |

|  | 0,95 % |

|  | 0,94 % |

|  | 0,86 % |

|  | 0,84 % |

|  | 0,71 % |

|  | 0,69 % |

|  | 0,64 % |

|  | 0,50 % |

|  | 0,44 % |

|  | 0,43 % |

|  | 0,42 % |

|  | 0,40 % |

|  | 0,38 % |

|  | 0,32 % |

|  | 0,29 % |

|  | 0,28 % |

|  | 0,27 % |

|  | 0,24 % |

|  | 0,23 % |

|  | 0,20 % |

|  | 0,20 % |

|  | 0,20 % |

|  | 0,20 % |

|  | 0,14 % |

|  | 0,11 % |

|  | 0,07 % |

|  | 0,01 % |

|  | 0,01 % |

|  | 16,02 % |

|  | 20,78 % |

|  | 13,09 % |

|  | 11,84 % |

|  | 9,15 % |

|  | 6,25 % |

|  | 1,11 % |

|  | 57,46 % |

|  | 13,07 % |

|  | 8,26 % |

|  | 8,24 % |

|  | 29,57 % |

|  | 6,80 % |

|  | 3,52 % |

|  | 2,66 % |

|  | 12,97 % |

|  | 45,22 % |

|  | 11,17 % |

|  | 28,16 % |

|  | 73,38 % |

|  | 26,62 % |

|  | 23,01 % |

|  | 0,84 % |

|  | 19,13 % |

|  | 16,26 % |

|  | 14,99 % |

|  | 14,80 % |

|  | 11,73 % |

|  | 0,08 % |

|  | 95,60 % |

|  | 3,36 % |

|  | 1,04 % |

|  | 66,24 % |

|  | 100 % |

### Convención Constituyente

Resultados por circuito electoral.

|  | 21,74 % |

|  | 67,29 % |

|  | 9,54 % |

|  | 5,16 % |

|  | 4,16 % |

|  | 3,43 % |

|  | 3,35 % |

|  | 3,22 % |

|  | 2,96 % |

|  | 2,94 % |

|  | 2,88 % |

|  | 2,26 % |

|  | 2,25 % |

|  | 2,21 % |

|  | 2,07 % |

|  | 2,06 % |

|  | 2,03 % |

|  | 1,91 % |

|  | 1,83 % |

|  | 1,83 % |

|  | 1,79 % |

|  | 1,55 % |

|  | 1,30 % |

|  | 1,19 % |

|  | 1,15 % |

|  | 1,14 % |

|  | 1,06 % |

|  | 1,02 % |

|  | 1,00 % |

|  | 0,95 % |

|  | 0,94 % |

|  | 0,86 % |

|  | 0,84 % |

|  | 0,71 % |

|  | 0,69 % |

|  | 0,64 % |

|  | 0,50 % |

|  | 0,44 % |

|  | 0,43 % |

|  | 0,42 % |

|  | 0,40 % |

|  | 0,38 % |

|  | 0,32 % |

|  | 0,29 % |

|  | 0,28 % |

|  | 0,27 % |

|  | 0,24 % |

|  | 0,23 % |

|  | 0,20 % |

|  | 0,20 % |

|  | 0,20 % |

|  | 0,20 % |

|  | 0,14 % |

|  | 0,11 % |

|  | 0,07 % |

|  | 0,01 % |

|  | 0,01 % |

|  | 16,49 % |

|  | 20,63 % |

|  | 13,21 % |

|  | 11,95 % |

|  | 9,21 % |

|  | 6,35 % |

|  | 1,15 % |

|  | 58,36 % |

|  | 12,65 % |

|  | 8,17 % |

|  | 8,12 % |

|  | 28,93 % |

|  | 6,69 % |

|  | 3,42 % |

|  | 2,60 % |

|  | 12,71 % |

|  | 45,27 % |

|  | 11,24 % |

|  | 28,27 % |

|  | 73,54 % |

|  | 26,46 % |

|  | 23,07 % |

|  | 0,84 % |

|  | 19,45 % |

|  | 15,79 % |

|  | 15,18 % |

|  | 14,71 % |

|  | 11,71 % |

|  | 0,08 % |

|  | 95,61 % |

|  | 3,36 % |

|  | 1,03 % |

|  | 66,24 % |

|  | 100 % |

## Jujuy
|  | 38,31 % |

|  | 21,11 % |

|  | 10,77 % |

|  | 8,44 % |

|  | 3,94 % |

|  | 3,85 % |

|  | 3,66 % |

|  | 2,38 % |

|  | 2,10 % |

|  | 2,00 % |

|  | 1,87 % |

|  | 1,58 % |

|  | 90,71 % |

|  | 6,92 % |

|  | 2,37 % |

|  | 68,05 % |

|  | 100 % |

## La Rioja
| Departamento           | Diputados | A renovar |
| ---------------------- | --------- | --------- |
| Ángel V. Peñaloza      | 1         | —         |
| Arauco                 | 3         | —         |
| Belgrano               | 1         | —         |
| Capital                | 8         | 8         |
| Castro Barros          | 1         | 1         |
| Chamical               | 3         | —         |
| Chilecito              | 4         | —         |
| Facundo Quiroga        | 1         | 1         |
| Famatina               | 1         | —         |
| Felipe Varela          | 3         | 3         |
| Independencia          | 1         | —         |
| Lamadrid               | 1         | —         |
| Ocampo                 | 1         | —         |
| Rosario Vera Peñaloza  | 3         | 3         |
| San Blas de los Sauces | 1         | —         |
| San Martín             | 1         | —         |
| Sanagasta              | 1         | 1         |
| Vinchina               | 1         | 1         |
| Total                  | 36        | 18        |

## Mendoza
| Sección Electoral | Cámara de Diputados | Cámara de Diputados | Cámara de Senadores | Cámara de Senadores |
| Sección Electoral | Diputados           | A renovar           | Senadores           | A renovar           |
| ----------------- | ------------------- | ------------------- | ------------------- | ------------------- |
| 1                 | 16                  | 8                   | 12                  | 6                   |
| 2                 | 12                  | 6                   | 10                  | 5                   |
| 3                 | 10                  | 5                   | 8                   | 4                   |
| 4                 | 10                  | 5                   | 8                   | 4                   |
| Total             | 48                  | 24                  | 38                  | 19                  |

## Misiones

Resultados por departamento.

|  | 28,89 % |

|  | 21,93 % |

|  | 19,22 % |

|  | 8,85 % |

|  | 8,15 % |

|  | 5,81 % |

|  | 2,47 % |

|  | 1,67 % |

|  | 1,42 % |

|  | 0,60 % |

|  | 0,50 % |

|  | 0,49 % |

|  | 95,39 % |

|  | 3,67 % |

|  | 0,94 % |

|  | 55,46 % |

|  | 100 % |

## Salta
| Departamento           | Cámara de Diputados | Cámara de Diputados | Cámara de Senadores | Cámara de Senadores |
| Departamento           | Diputados           | A renovar           | Senadores           | A renovar           |
| ---------------------- | ------------------- | ------------------- | ------------------- | ------------------- |
| Anta                   | 3                   | 3                   | 1                   | —                   |
| Cachi                  | 1                   | 1                   | 1                   | 1                   |
| Cafayate               | 1                   | 1                   | 1                   | 1                   |
| Capital                | 19                  | 10                  | 1                   | 1                   |
| Cerrillos              | 2                   | —                   | 1                   | —                   |
| Chicoana               | 1                   | 1                   | 1                   | 1                   |
| General Güemes         | 2                   | —                   | 1                   | 1                   |
| General San Martín     | 6                   | 3                   | 1                   | —                   |
| Guachipas              | 1                   | —                   | 1                   | 1                   |
| Iruya                  | 1                   | 1                   | 1                   | —                   |
| La Caldera             | 1                   | —                   | 1                   | 1                   |
| La Candelaria          | 1                   | —                   | 1                   | —                   |
| La Poma                | 1                   | —                   | 1                   | 1                   |
| La Viña                | 1                   | —                   | 1                   | —                   |
| Los Andes              | 1                   | —                   | 1                   | 1                   |
| Metán                  | 3                   | 3                   | 1                   | —                   |
| Molinos                | 1                   | —                   | 1                   | 1                   |
| Orán                   | 6                   | 3                   | 1                   | —                   |
| Rivadavia              | 2                   | 2                   | 1                   | —                   |
| Rosario de la Frontera | 2                   | 2                   | 1                   | —                   |
| Rosario de Lerma       | 2                   | —                   | 1                   | 1                   |
| San Carlos             | 1                   | —                   | 1                   | 1                   |
| Santa Victoria         | 1                   | —                   | 1                   | —                   |
| Total                  | 60                  | 30                  | 23                  | 12                  |

### Cámara de Diputados
|  | 18,57 % |

|  | 11,86 % |

|  | 4,66 % |

|  | 1,96 % |

|  | 1,53 % |

|  | 1,51 % |

|  | 1,02 % |

|  | 0,73 % |

|  | 0,56 % |

|  | 0,49 % |

|  | 0,36 % |

|  | 0,24 % |

|  | 0,14 % |

|  | 0,13 % |

|  | 43,77 % |

|  | 25,30 % |

|  | 2,83 % |

|  | 2,70 % |

|  | 1,45 % |

|  | 0,22 % |

|  | 7,19 % |

|  | 3,73 % |

|  | 0,72 % |

|  | 4,45 % |

|  | 4,08 % |

|  | 3,85 % |

|  | 2,80 % |

|  | 2,78 % |

|  | 2,18 % |

|  | 1,88 % |

|  | 1,36 % |

|  | 0,37 % |

|  | 93,72 % |

|  | 6,16 % |

|  | 0,12 % |

|  | 57,83 % |

|  | 100 % |

#### Resultados por departamento
|  | 20,38 % |

|  | 19,95 % |

|  | 19,89 % |

|  | 12,35 % |

|  | 10,62 % |

|  | 8,12 % |

|  | 7,53 % |

|  | 1,16 % |

|  | 97,45 % |

|  | 2,50 % |

|  | 0,05 % |

|  | 51,70 % |

|  | 100 % |

|  | 39,21 % |

|  | 17,55 % |

|  | 17,27 % |

|  | 9,65 % |

|  | 8,20 % |

|  | 3,99 % |

|  | 2,46 % |

|  | 1,67 % |

|  | 96,88 % |

|  | 3,03 % |

|  | 0,10 % |

|  | 67,59 % |

|  | 100 % |

|  | 28,47 % |

|  | 12,68 % |

|  | 11,99 % |

|  | 11,39 % |

|  | 9,63 % |

|  | 8,70 % |

|  | 6,73 % |

|  | 5,74 % |

|  | 3,08 % |

|  | 1,59 % |

|  | 95,91 % |

|  | 4,03 % |

|  | 0,06 % |

|  | 69,15 % |

|  | 100 % |

|  | 34,06 % |

|  | 16,82 % |

|  | 11,68 % |

|  | 5,61 % |

|  | 4,75 % |

|  | 4,08 % |

|  | 3,88 % |

|  | 3,81 % |

|  | 3,21 % |

|  | 2,82 % |

|  | 2,73 % |

|  | 2,61 % |

|  | 1,70 % |

|  | 1,53 % |

|  | 0,70 % |

|  | 92,13 % |

|  | 7,70 % |

|  | 0,17 % |

|  | 62,53 % |

|  | 100 % |

|  | 37,16 % |

|  | 23,48 % |

|  | 15,37 % |

|  | 9,74 % |

|  | 7,77 % |

|  | 3,69 % |

|  | 2,78 % |

|  | 95,30 % |

|  | 4,67 % |

|  | 0,04 % |

|  | 70,40 % |

|  | 100 % |

|  | 26,38 % |

|  | 21,62 % |

|  | 18,82 % |

|  | 9,17 % |

|  | 7,61 % |

|  | 4,19 % |

|  | 3,54 % |

|  | 2,26 % |

|  | 2,19 % |

|  | 1,71 % |

|  | 1,51 % |

|  | 1,01 % |

|  | 94,79 % |

|  | 5,13 % |

|  | 0,08 % |

|  | 51,95 % |

|  | 100 % |

|  | 39,18 % |

|  | 27,41 % |

|  | 22,72 % |

|  | 10,27 % |

|  | 0,42 % |

|  | 98,50 % |

|  | 1,44 % |

|  | 0,06 % |

|  | 63,99 % |

|  | 100 % |

|  | 22,35 % |

|  | 14,76 % |

|  | 14,44 % |

|  | 11,89 % |

|  | 9,23 % |

|  | 5,33 % |

|  | 4,79 % |

|  | 3,65 % |

|  | 3,49 % |

|  | 3,03 % |

|  | 2,86 % |

|  | 2,26 % |

|  | 1,92 % |

|  | 95,37 % |

|  | 4,54 % |

|  | 0,08 % |

|  | 55,42 % |

|  | 100 % |

|  | 24,62 % |

|  | 20,51 % |

|  | 20,36 % |

|  | 6,60 % |

|  | 5,21 % |

|  | 4,38 % |

|  | 2,86 % |

|  | 2,48 % |

|  | 2,43 % |

|  | 2,41 % |

|  | 2,08 % |

|  | 2,00 % |

|  | 1,69 % |

|  | 1,28 % |

|  | 1,09 % |

|  | 94,40 % |

|  | 5,52 % |

|  | 0,08 % |

|  | 46,56 % |

|  | 100 % |

|  | 21,15 % |

|  | 16,80 % |

|  | 14,19 % |

|  | 13,98 % |

|  | 9,90 % |

|  | 9,77 % |

|  | 9,28 % |

|  | 3,24 % |

|  | 1,69 % |

|  | 98,10 % |

|  | 1,83 % |

|  | 0,07 % |

|  | 49,42 % |

|  | 100 % |

|  | 24,25 % |

|  | 23,78 % |

|  | 22,13 % |

|  | 12,55 % |

|  | 7,79 % |

|  | 5,78 % |

|  | 1,93 % |

|  | 1,78 % |

|  | 96,81 % |

|  | 3,16 % |

|  | 0,03 % |

|  | 66,70 % |

|  | 100 % |

### Cámara de Senadores
|  | 21,89 % |

|  | 7,78 % |

|  | 5,97 % |

|  | 1,22 % |

|  | 0,65 % |

|  | 0,55 % |

|  | 0,44 % |

|  | 0,30 % |

|  | 0,27 % |

|  | 0,09 % |

|  | 0,09 % |

|  | 0,08 % |

|  | 0,01 % |

|  | 39,34 % |

|  | 29,49 % |

|  | 7,43 % |

|  | 0,21 % |

|  | 0,10 % |

|  | 7,74 % |

|  | 4,86 % |

|  | 0,09 % |

|  | 4,95 % |

|  | 3,84 % |

|  | 3,33 % |

|  | 3,12 % |

|  | 2,38 % |

|  | 1,97 % |

|  | 1,81 % |

|  | 1,55 % |

|  | 0,47 % |

|  | 93,46 % |

|  | 6,39 % |

|  | 0,15 % |

|  | 63,51 % |

|  | 100 % |

#### Resultados por departamento
|  | 41,04 % |

|  | 22,12 % |

|  | 11,24 % |

|  | 10,22 % |

|  | 8,98 % |

|  | 2,59 % |

|  | 1,90 % |

|  | 1,90 % |

|  | 97,40 % |

|  | 2,50 % |

|  | 0,10 % |

|  | 67,59 % |

|  | 100 % |

|  | 23,60 % |

|  | 22,35 % |

|  | 14,59 % |

|  | 11,69 % |

|  | 8,42 % |

|  | 7,82 % |

|  | 5,32 % |

|  | 3,47 % |

|  | 2,72 % |

|  | 96,03 % |

|  | 3,91 % |

|  | 0,06 % |

|  | 69,15 % |

|  | 100 % |

|  | 35,03 % |

|  | 30,58 % |

|  | 6,53 % |

|  | 5,14 % |

|  | 4,28 % |

|  | 3,85 % |

|  | 2,88 % |

|  | 2,75 % |

|  | 2,43 % |

|  | 2,37 % |

|  | 1,85 % |

|  | 1,65 % |

|  | 0,66 % |

|  | 92,56 % |

|  | 7,27 % |

|  | 0,17 % |

|  | 62,52 % |

|  | 100 % |

|  | 37,60 % |

|  | 20,23 % |

|  | 17,76 % |

|  | 11,87 % |

|  | 5,80 % |

|  | 3,87 % |

|  | 2,88 % |

|  | 95,63 % |

|  | 4,34 % |

|  | 0,04 % |

|  | 70,40 % |

|  | 100 % |

|  | 32,95 % |

|  | 28,24 % |

|  | 14,57 % |

|  | 13,54 % |

|  | 3,19 % |

|  | 2,28 % |

|  | 2,18 % |

|  | 1,09 % |

|  | 1,05 % |

|  | 0,91 % |

|  | 95,88 % |

|  | 4,01 % |

|  | 0,11 % |

|  | 63,11 % |

|  | 100 % |

|  | 49,19 % |

|  | 34,57 % |

|  | 8,41 % |

|  | 6,74 % |

|  | 1,10 % |

|  | 98,31 % |

|  | 1,56 % |

|  | 0,13 % |

|  | 70,60 % |

|  | 100 % |

|  | 27,94 % |

|  | 26,45 % |

|  | 18,94 % |

|  | 10,55 % |

|  | 5,09 % |

|  | 4,64 % |

|  | 2,76 % |

|  | 1,79 % |

|  | 1,27 % |

|  | 0,57 % |

|  | 95,67 % |

|  | 4,23 % |

|  | 0,10 % |

|  | 65,51 % |

|  | 100 % |

|  | 28,67 % |

|  | 26,75 % |

|  | 24,08 % |

|  | 17,83 % |

|  | 1,58 % |

|  | 0,75 % |

|  | 0,33 % |

|  | 98,60 % |

|  | 1,40 % |

|  | 0,00 % |

|  | 81,08 % |

|  | 100 % |

|  | 34,22 % |

|  | 31,66 % |

|  | 15,85 % |

|  | 11,63 % |

|  | 4,70 % |

|  | 1,94 % |

|  | 97,18 % |

|  | 2,50 % |

|  | 0,31 % |

|  | 64,78 % |

|  | 100 % |

|  | 55,81 % |

|  | 34,83 % |

|  | 9,36 % |

|  | 97,83 % |

|  | 2,11 % |

|  | 0,06 % |

|  | 69,99 % |

|  | 100 % |

|  | 32,79 % |

|  | 21,13 % |

|  | 19,68 % |

|  | 12,91 % |

|  | 5,29 % |

|  | 5,05 % |

|  | 3,16 % |

|  | 94,35 % |

|  | 5,56 % |

|  | 0,08 % |

|  | 65,61 % |

|  | 100 % |

|  | 47,92 % |

|  | 18,98 % |

|  | 18,53 % |

|  | 8,43 % |

|  | 2,27 % |

|  | 2,03 % |

|  | 1,15 % |

|  | 0,69 % |

|  | 97,78 % |

|  | 2,10 % |

|  | 0,12 % |

|  | 64,54 % |

|  | 100 % |

## San Luis
| Departamento              | Cámara de Diputados | Cámara de Diputados | Cámara de Senadores | Cámara de Senadores |
| Departamento              | Diputados           | A renovar           | Senadores           | A renovar           |
| ------------------------- | ------------------- | ------------------- | ------------------- | ------------------- |
| Ayacucho                  | 4                   | —                   | 1                   | 1                   |
| Belgrano                  | 3                   | 3                   | 1                   | 1                   |
| Chacabuco                 | 4                   | —                   | 1                   | —                   |
| Coronel Pringles          | 3                   | 3                   | 1                   | —                   |
| General Pedernera         | 10                  | —                   | 1                   | 1                   |
| General San Martín        | 3                   | —                   | 1                   | 1                   |
| Gobernador Dupuy          | 3                   | 3                   | 1                   | —                   |
| Junín                     | 3                   | 3                   | 1                   | —                   |
| Juan Martín de Pueyrredón | 10                  | 10                  | 1                   | —                   |
| Total                     | 43                  | 22                  | 9                   | 4                   |

### Cámara de Diputados
|  | 44,94 % |

|  | 28,00 % |

|  | 7,61 % |

|  | 5,00 % |

|  | 3,87 % |

|  | 2,98 % |

|  | 1,74 % |

|  | 1,63 % |

|  | 1,63 % |

|  | 1,44 % |

|  | 1,17 % |

|  | 88,26 % |

|  | 6,10 % |

|  | 5,64 % |

|  | 60,03 % |

|  | 100 % |

#### Resultados por departamento
|  | 40,27 % |

|  | 29,22 % |

|  | 27,58 % |

|  | 2,94 % |

|  | 83,57 % |

|  | 13,32 % |

|  | 3,11 % |

|  | 72,47 % |

|  | 100 % |

|  | 41,97 % |

|  | 39,80 % |

|  | 8,39 % |

|  | 5,79 % |

|  | 4,05 % |

|  | 84,30 % |

|  | 9,57 % |

|  | 6,13 % |

|  | 66,33 % |

|  | 100 % |

|  | 46,50 % |

|  | 45,01 % |

|  | 6,28 % |

|  | 2,21 % |

|  | 91,09 % |

|  | 6,24 % |

|  | 2,67 % |

|  | 64,54 % |

|  | 100 % |

|  | 46,96 % |

|  | 20,27 % |

|  | 9,66 % |

|  | 8,41 % |

|  | 6,82 % |

|  | 5,04 % |

|  | 2,85 % |

|  | 84,68 % |

|  | 9,60 % |

|  | 5,71 % |

|  | 54,00 % |

|  | 100 % |

|  | 45,02 % |

|  | 27,08 % |

|  | 6,79 % |

|  | 5,29 % |

|  | 3,89 % |

|  | 3,77 % |

|  | 2,27 % |

|  | 1,88 % |

|  | 1,71 % |

|  | 1,53 % |

|  | 0,76 % |

|  | 89,06 % |

|  | 5,09 % |

|  | 5,85 % |

|  | 60,09 % |

|  | 100 % |

### Cámara de Senadores
|  | 52,15 % |

|  | 22,40 % |

|  | 11,93 % |

|  | 8,89 % |

|  | 2,54 % |

|  | 1,05 % |

|  | 1,03 % |

|  | 86,61 % |

|  | 7,41 % |

|  | 5,98 % |

|  | 58,19 % |

|  | 100 % |

#### Resultados por departamento
|  | 44,61 % |

|  | 42,80 % |

|  | 8,39 % |

|  | 4,20 % |

|  | 80,82 % |

|  | 12,32 % |

|  | 6,86 % |

|  | 63,51 % |

|  | 100 % |

|  | 47,36 % |

|  | 27,95 % |

|  | 21,40 % |

|  | 3,29 % |

|  | 83,29 % |

|  | 13,98 % |

|  | 2,74 % |

|  | 72,47 % |

|  | 100 % |

|  | 52,48 % |

|  | 18,37 % |

|  | 15,25 % |

|  | 8,87 % |

|  | 2,54 % |

|  | 1,31 % |

|  | 1,18 % |

|  | 87,37 % |

|  | 6,44 % |

|  | 6,19 % |

|  | 55,85 % |

|  | 100 % |

|  | 72,44 % |

|  | 27,56 % |

|  | 95,56 % |

|  | 2,25 % |

|  | 2,19 % |

|  | 82,90 % |

|  | 100 % |

## Santa Fe

### Convención Constituyente
|  | 34,72 % |

|  | 35,59 % |

|  | 15,19 % |

|  | 17,60 % |

|  | 14,10 % |

|  | 23,48 % |

|  | 12,34 % |

|  | 5,41 % |

|  | 8,44 % |

|  | 6,48 % |

|  | 5,60 % |

|  | 0,73 % |

|  | 4,06 % |

|  | 2,06 % |

|  | 2,19 % |

|  | 4,46 % |

|  | 2,18 % |

|  | 1,04 % |

|  | 0,44 % |

|  | 0,43 % |

|  | 1,03 % |

|  | 0,32 % |

|  | 0,68 % |

|  | 1,02 % |

|  | 0,30 % |

|  | 0,14 % |

|  | 90,86 % |

|  | 89,06 % |

|  | 4,53 % |

|  | 5,66 % |

|  | 4,61 % |

|  | 5,27 % |

|  | 55,37 % |

|  | 55,37 % |

|  | 100 % |

|  | 100 % |